# Lobos BUAP
Club de Fútbol Lobos de la Benemérita Universidad Autónoma de Puebla, kortweg Lobos BUAP, is een Mexicaanse voetbalclub uit Puebla. De club is opgericht in 1967 aan de Verdienstelijke Autonome Universiteit van Puebla en speelt sinds 2017 in de Primera División.
De club werd in 1967 opgericht als Carolinos UAP maar ging in 1971 failliet. In 1996 werd de club heropgericht als Lobos BUAP maar in 1997 ging de club failliet. Tussen 1999 en 2001 was er een derde poging als satellietclub van Necaxa maar de licentie werd verkocht. De huidige club bestaat sinds 2002 en promoveerde in 2017 voor het eerst naar het hoogste niveau. 
América · 
Atlas ·
Cruz Azul ·
CD Guadalajara · 
Juárez · 
Santos Laguna ·
Club León · 
Monterrey · 
Mazatlán Futbol Club · 
Necaxa · 
Pachuca ·
Puebla · 
Querétaro · 
Atlético San Luis · 
Tigres ·
Tijuana ·
Toluca ·
UNAM ·